# Straat Linapacan
De Straat Linapacan is een zeestraat in de Filipijnen. Deze straat scheidt de eilanden Linapacan en Culion ten noorden van het grotere Filipijnse eiland Palawan. De straat is zo'n 16 kilometer breed en vormt een verbinding tussen de Camoteszee in het oosten en de Zuid-Chinese Zee in het westen. 